# Élections de l'Assemblée nationale constituante portugaise de 1911
Les élections législatives portugaises de 1911 (en portugais : Eleições legislativas portuguesas de 1911) se sont tenues le 28 mai 1911.
Le Parti républicain remporte les élections mais ce dernier se divise dès l'année suivante avec la constitution de trois partis : les démocrates, les évolutionnistes et les unionistes.  

## Résultats
| Partis                   | Partis                            | Voix | %   | +/− | Sièges |
| ------------------------ | --------------------------------- | ---- | --- | --- | ------ |
|                          | Parti républicain portugais (PRP) |      |     |     | 229    |
|                          | Parti socialiste portugais (PSP)  |      |     |     | 2      |
|                          | Autres et indépendants            |      |     |     | 3      |
|                          |                                   |      |     |     |        |
| Votes valides            |                                   |      |     |     |        |
| Votes blancs et nuls     |                                   |      |     |     |        |
| Total                    | Total                             |      | 100 | –   | 234    |
| Abstentions              |                                   |      |     |     |        |
| Inscrits / participation |                                   |      |     |     |        |